# ФК Фортуна (Плевен)
ФК „Фортуна“ е българска футболна школа, основана през 2010 година в Плевен за развитие на местния детски и юношески футбол. ФК „Фортуна“ не поддържа мъжки състав.